# 152227 Argoli
152227 Argoli è un asteroide della fascia principale. Scoperto nel 2005, presenta un'orbita caratterizzata da un semiasse maggiore pari a 2,6563231 UA e da un'eccentricità di 0,1209363, inclinata di 5,54627° rispetto all'eclittica.